# Zozo la tornade
 (février 2025).
Pour les articles homonymes, voir Emil i Lönneberga.

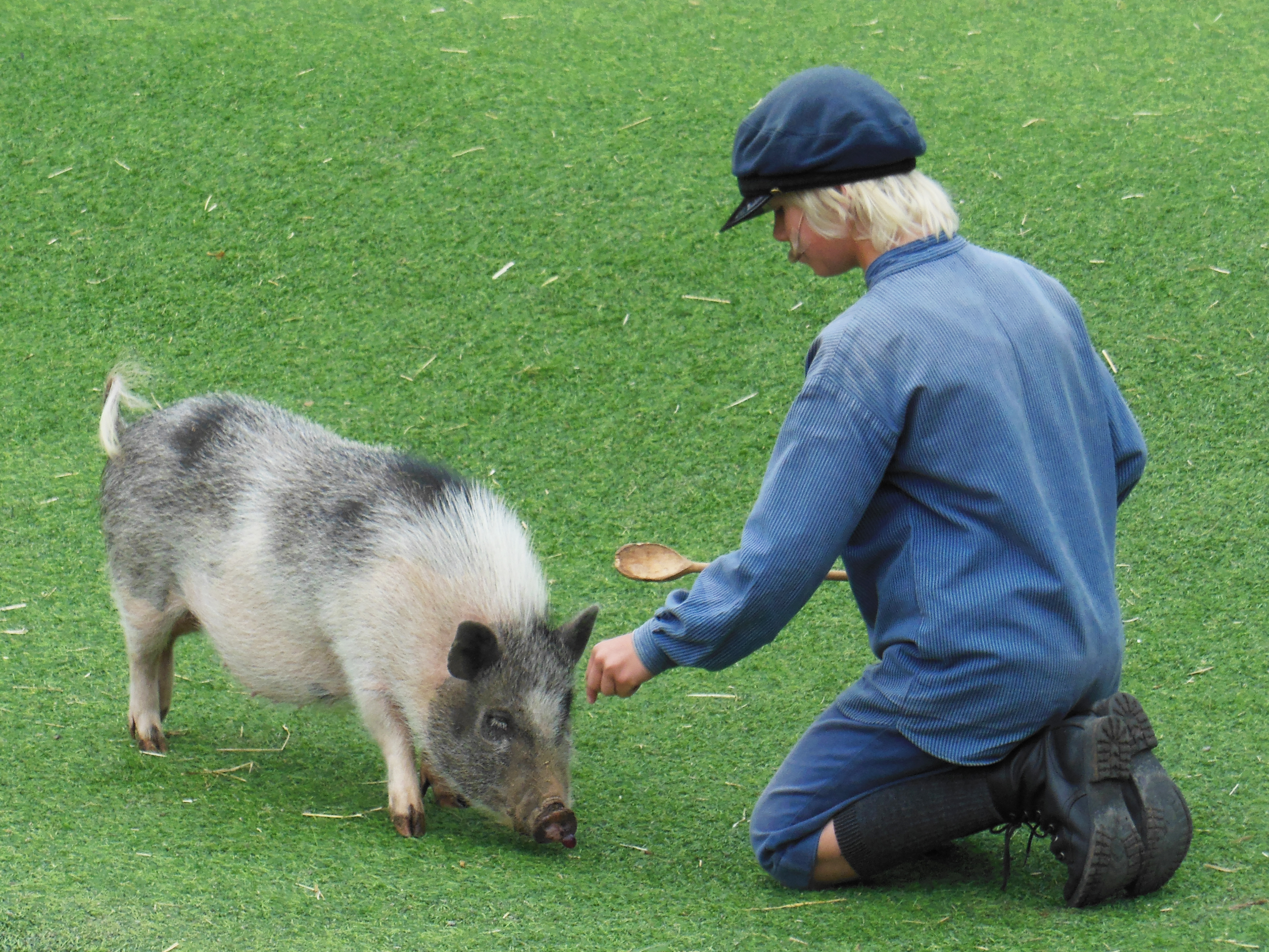
Emil et son cochon dans le parc à thèmes Le Monde d'Astrid Lindgren.

Zozo la tornade (Emil i Lönneberga) est une série de romans pour la jeunesse écrits par Astrid Lindgren entre 1963 et 1997. Elle met en scène Emil, un petit garçon farceur du village de Lönneberga dans la province du Småland. Ils ont été traduits en 44 langues .
En 2021, de nouvelles traductions en français de titres de la série, en version audio, sont réalisées, « dans lesquelles Zozo la tornade retrouve son prénom de la version originale, Emil ».

## Adaptations

### Cinéma
- 1971 : Emil i Lönneberga
- 1972 : Nya hyss av Emil i Lönneberga
- 1973 : Emil et le Porcelet
- 2013 : Les Aventures d'Émile à la ferme (Emil och Ida i Lönneberga), film d'animation

### Télévision
- 1973 : Émile (Emil i Lönneberga), série
- 1985 : Les Farces d'Emil (Emīla nedarbi), téléfilm